# 슛사이촌
슛사이촌(出西村)은 일본 시마네현 히카와군에 있던 촌이다. 현재의 이즈모시의 일부에 해당한다.

## 역사
- 1889년 4월 1일 - 정촌제 시행에 의해 이즈모군 슛사이촌이 성립하였다.
- 1896년 4월 1일 - 군의 통합에 의해 히카와군에 소속되었다.
- 1955년 3월 22일 - 쇼바라촌, 이와노촌, 나오에촌, 히가시촌, 슛토촌과 합병해 히카와정이 신설하여 폐지되었다.

## 교통

### 철도
- 일본국유철도
  - 산인본선

## 참고문헌
- 角川日本地名大辞典 32 島根県
- 『市町村名変遷辞典』東京堂出版、1990年。